# Зюзькін Олександр Дмитрович
Олекса́ндр Дми́трович Зю́зькін (нар. 9 лютого 1943, с. Молотовка Кокчетавської області, Казахстан — пом. 28 грудня 2016, Велика Олександрівка Бориспільського району Київської області) — український хоровий диригент, педагог, музично-громадський діяч, народний артист України (2015).

## Життєпис
1975 — закінчив у Владивостоку Далекосхідний інститут мистецтв (викладач Є. Герцман) і викладав там до 1980 року.
З 1980 працював з самодіяльними хоровими колективами та викладав музику в школах Бориспільського району Київської області.
1987—1989 — директор Дитячої музичної школи в м. Борисполі.
1989 у с. Велика Олександрівка Бориспільського району створив та очолив академічний хоровий колектив, який з 1991 року став народною академічною хоровою капелою ім. П. Чубинського.
З капелою, яка стала лауреатом багатьох всеукраїнських та міжнародних конкурсів і фестивалів, володарем бронзової медалі 5-ї Всесвітньої хорової олімпіади в австрійському м. Ґрац, гастролював в багатьох країнах світу.
Також з 1990 очолював створено ним же Великоолександрівську школу мистецтв та ремесел.
З 2007 — диригент та художній керівник Бориспільського муніципального камерного хору.

## Визнання
- 1999 — заслужений артист України[2]
- 2008 — кавалер Ордену «За заслуги» 3-й ступеня[3]
- 2015 — народний артист України